# Melchora Rodríguez de Beláustegui
Melchora Rodríguez y Sacristán de Beláustegui fue una "dama de sociedad" del Buenos Aires en los últimos años del Virreinato del Río de la Plata y los primeros de la Revolución de Mayo, durante los cuales por sus ideas realistas actuó protegiendo a los prisioneros realistas que fugaban de Buenos Aires.

## Biografía
Nació en Montevideo en 1780. Era hija de Melchor Rodríguez, Capitán de los Reales Ejércitos, Gobernador Político y militar de la Provincia de Chiquitos.
Se convirtió en la segunda esposa del español Francisco Antonio de Beláustegui Foruria (1767-1851), dedicado al comercio con España y uno de los comerciantes más acaudalados de la ciudad de Buenos Aires, junto con Martín de Álzaga, Juan Antonio de Lezica o Gaspar de Santa Coloma. 
Beláustegui adquirió el solar de los Riglos, fue miembro del Real Consulado, regidor en el Cabildo de Buenos Aires de 1808, opositor a Santiago de Liniers, votó en el Cabildo del 22 de mayo de 1810 la propuesta del oidor Manuel de Reyes, contraria a la formación de Junta, fue desterrado a Chascomús hasta agosto de 1811 en que por intervención de Domingo French pudo pasar a Montevideo. 
Melchora quedó con sus hijos en Buenos Aires, no obstante compartir la posición política de su esposo. Durante los años de ausencia, Melchora y el apoderado Pedro Capdevilla, hermano de la primera esposa de Beláustegui, cabildante y propietario de uno de los primeros saladeros, atendieron los negocios, siempre en contacto con Beláustegui. 
Este Volvió en 1815 pero emigró pronto a Brasil por temor a ser asesinado. Allí apoyó las acciones de la embajada española tendientes a recuperar el dominio español e impedir la consolidación de la revolución. 
En Buenos Aires quedó nuevamente Melchora, apoyada ahora en su yerno Felipe Arana, cercano al gobierno revolucionario desde ese año de 1815.
En 1816 Juan Antonio, sobrino de Beláustegui, fue puesto preso por ocultar fugados. El mismo gobernador confió a Arana que quienes lo habían denunciado eran algunos gallegos de los mismos que usted [por Melchora] ha favorecido.
Melchora al igual que Clara Nuñez de Azcuénaga, quien llegó a ocultar más de cien oficiales y soldados españoles, eran los principales refugios de los oficiales y soldados realistas prisioneros, especialmente en el centro de detención de Las Bruscas, que conseguían fugar y deseaban pasar a la Banda Oriental, controlada por los portugueses, que hasta la redada de 1819 no pusieron grandes obstáculos al movimiento de los realistas españoles. Su riqueza les permitía apoyarlos, y esa riqueza junto con sus contactos comerciales y políticos y el hecho de ser mujeres de la alta sociedad porteña las preservaban de las represalias del gobierno.
De Buenos Aires los fugados tentaban el paso vía Colonia a Montevideo. Allí recibían del cabildo un vale que les permitía ser alojados por ocho días gratuitamente por algún vecino, tras lo cual debían procurarse sustento. El principal agente de España en la ciudad era Feliciano del Río, quien desde la llegada a América del embajador en Río de Janeiro José Antonio Joaquín de Flores Pereyra Maldonado y Bodquín, Conde de Casa Flores (o Flórez), había recibido el encargo de procurar la evasión de los prisioneros y apoyarlos en la medida de lo posible en su huida. Procuraba ayudarlos a conseguir transporte para España o el Perú, o seguir a Río aunque en muchos casos, los refugiados se dispersaban por la campaña. 
Melchora murió en Buenos Aires en 1850. Su marido fallecería el siguiente año.